# Radical Romantics
Radical Romantics è il terzo album in studio della cantante svedese Fever Ray, pubblicato nel 2023.

## Tracce
1. What They Call Us – 4:27
2. Shiver – 4:35
3. New Utensils – 4:17
4. Kandy – 4:07
5. Even It Out – 3:07
6. Looking for a Ghost – 3:39
7. Carbon Dioxide – 4:51
8. North – 4:04
9. Tapping Fingers – 3:57
10. Bottom of the Ocean – 7:06